# Adilophontes
Adilophontes — вимерлий рід хижих ссавців з родини амфіціонових, ендемік Північної Америки в період від олігоцену до міоцену. Він жив від 24.8 до 20.6 млн років і проіснував приблизно 4 мільйони років. Скам'янілості знайшли у Вайомінгу.